# Nicolás Figal
Jorge Nicolás Figal (Buenos Aires, 3 aprile 1994) è un calciatore argentino, difensore del Boca Juniors.

## Caratteristiche tecniche
È un difensore centrale, che può giocare anche come  terzino destro.

## Statistiche

### Presenze e reti nei club
Statistiche aggiornate al 16 dicembre 2024.
| Stagione             | Squadra              | Campionato           | Campionato | Campionato | Coppe nazionali | Coppe nazionali | Coppe nazionali | Coppe continentali | Coppe continentali | Coppe continentali | Altre coppe | Altre coppe | Altre coppe | Totale | Totale |
| Stagione             | Squadra              | Comp                 | Pres       | Reti       | Comp            | Pres            | Reti            | Comp               | Pres               | Reti               | Comp        | Pres        | Reti        | Pres   | Reti   |
| -------------------- | -------------------- | -------------------- | ---------- | ---------- | --------------- | --------------- | --------------- | ------------------ | ------------------ | ------------------ | ----------- | ----------- | ----------- | ------ | ------ |
| 2013-2014            | Independiente        | PBN                  | 3          | 0          | CA              | 1               | 0               | -                  | -                  | -                  | -           | -           | -           | 4      | 0      |
| 2014                 | Independiente        | PD                   | 13         | 0          | CA              | 2               | 0               | -                  | -                  | -                  | -           | -           | -           | 15     | 0      |
| 2015                 | Independiente        | PD                   | 5          | 0          | CA              | 0               | 0               | -                  | -                  | -                  | -           | -           | -           | 5      | 0      |
| gen.-giu. 2016       | Olimpo               | PD                   | 16         | 1          | CA              | 1               | 0               | -                  | -                  | -                  | -           | -           | -           | 17     | 1      |
| lug.-dic. 2016       | Independiente        | PD                   | -          | -          | CA              | 1               | 0               | CS                 | 4                  | 0                  | -           | -           | -           | 5      | 0      |
| 2016-2017            | Independiente        | PD                   | 19         | 1          | CA              | 0               | 0               | CS                 | 1                  | 0                  | -           | -           | -           | 20     | 1      |
| 2017-2018            | Independiente        | PD                   | 14         | 0          | CA              | 2               | 0               | CL                 | 6                  | 0                  | RS          | 2           | 0           | 24     | 0      |
| 2018-2019            | Independiente        | PD                   | 14         | 0          | CA              | 1               | 1               | CL                 | 3                  | 0                  | CSB+CdSL    | 1+2         | 0           | 21     | 1      |
| 2019-gen.2020        | Independiente        | PD                   | 14         | 1          | CA              | 3               | 0               | CS                 | 4                  | 0                  | -           | -           | -           | 21     | 1      |
| Totale Independiente | Totale Independiente | Totale Independiente | 82         | 2          |                 | 10              | 1               |                    | 18                 | 0                  |             | 5           | 0           | 115    | 3      |
| 2020                 | Inter Miami          | MLS                  | 18+1       | 0          | -               | -               | -               | -                  | -                  | -                  | MiB         | 3           | 0           | 22     | 0      |
| 2021                 | Inter Miami          | MLS                  | 25         | 1          | -               | -               | -               | -                  | -                  | -                  | -           | -           | -           | 25     | 1      |
| Totale Inter Miami   | Totale Inter Miami   | Totale Inter Miami   | 43+1       | 1          |                 | -               | -               |                    | -                  | -                  |             | 3           | 0           | 47     | 1      |
| 2022                 | Boca Juniors         | PD                   | 13         | 0          | CA+CdL          | 3+6             | 0+0             | CL                 | 3                  | 0                  | TC          | 1           | 0           | 26     | 0      |
| 2023                 | Boca Juniors         | PD                   | 24         | 3          | CA+CdL          | 4+6             | 0+1             | CL                 | 12                 | 0                  | SA          | 1           | 0           | 47     | 4      |
| 2024                 | Boca Juniors         | PD                   | 14         | 0          | CA+CdL          | 3+11            | 0+0             | CS                 | 5                  | 1                  | -           | -           | -           | 33     | 1      |
| 2025                 | Boca Juniors         | PD                   | 0          | 0          | CA              | 0               | 0               | CL                 | 0                  | 0                  | Cmc         | -           | -           | 0      | 0      |
| Totale Boca Juniors  | Totale Boca Juniors  | Totale Boca Juniors  | 51         | 3          |                 | 10+23           | 0+1             |                    | 20                 | 1                  |             | 2           | 0           | 106    | 5      |
| Totale carriera      | Totale carriera      | Totale carriera      | 193        | 7          |                 | 44              | 2               |                    | 38                 | 1                  |             | 10          | 0           | 285    | 10     |

## Palmarès

### Club

#### Competizioni internazionali
- Coppa Sudamericana: 1

Independiente: 2017
- Coppa Suruga Bank: 1

Independiente: 2018

#### Competizioni nazionali
- Copa de la Liga Profesional: 1

Boca Juniors: 2022
- Campionato argentino: 1

Boca Juniors: 2022
- Supercopa Argentina: 1

Boca Juniors: 2022